# Deinogalerix
Deinogalerix (tiếng Hy Lạp cổ đại có nghĩa là "khủng khiếp/khủng bố" + hậu tố Galerix) là một chi thú tiền sử đã tuyệt chủng, chúng thuộc phân họ chuột chù núi cao (Galericinae) của họ chuột chù Erinaceidae, các loài trong chi này đã tuyệt chủng và chúng từng sống ở Ý vào cuối thế Miocen.

## Phân loại
Chi này là đặc hữu đảo Gargano, nay là một bán đảo. Mẫu vật đầu tiên của Deinogalerix được mô tả lần đầu tiên vào năm 1972. Chi này thuộc phân họ Nhím lông (dím) của các loài hoặc chuột chù núi cao, chứ không phải là một loài chuột nào cả, mà là những con có họ hàng với nhím lông dài. Trong thời kỳ Miocen muộn, Ý ngày nay khi đó chủ yếu là một nhóm các hòn đảo nhỏ và chỉ sau này thì hầu hết các đảo này mới nối liền vào đại lục. Người ta biết rằng loài động vật trên những hòn đảo này đôi khi tiến hóa khá khác so với những nơi khác, vì vậy có thể Deinogalerix đã sống độc lập ở Gargano.

## Đặc điểm
Chúng có bề ngoài dạng chuột và có quan hệ lỏng lẻo với loài nhím gai lông thưa. Deinogalerix có khuôn mặt dài ngoằng, mỏng, hình nón nhỏ, đôi tai nhọn, đuôi dài và lông dài. Xương hộp sọ của loài Deinogalerix koenigswaldi dài khoảng 20 cm (7,9 inch) và toàn bộ cơ thể đo được chiều dài khoảng 60 cm (24 inch). Ngày nay, nó đã có cùng một hốc sinh thái giống như chó và mèo, ngoại trừ nó có nhiều kẻ săn mồi hơn chẳng hạn như cú sên to (Tyto gigantea). Người ta tin rằng Deinogalerix là các loài ăn côn trùng, chúng chủ yếu ăn những động vật không xương sống như bọ cánh cứng, chuồn chuồn và dế, và thậm chí cả ốc sên. Nhưng những loài lớn hơn cũng có thể đã săn bắt các loài động vật có vú cỡ nhỏ, bò sát nhỏ và chim nhỏ.